# Britanniahütte
Il Britanniahütte (3.030 m s.l.m.) è un rifugio alpino del Massiccio del Mischabel (Alpi Pennine) nel Canton Vallese.

## Caratteristiche e informazioni
Il rifugio è molto frequentato per l'accesso relativamente facile e per la visione ampia che si ha su diversi 4.000 del Massiccio del Mischabel.
Il rifugio dispone di 134 posti durante il periodo di apertura (da marzo a maggio e poi da metà giugno a settembre) e 12 posti nel locale invernale sempre aperto.

## Storia
Il primo rifugio risale al 1912 e poteva contenere fino a 34 persone.
Nel 1951 vi è stato un primo ampliamento ed ammodernamento.
La costruzione attuale è stata realizzata nel 1997.

## Accessi
Il rifugio è raggiungibile in circa un'ora da Felskinn, stazione terminale della funivia che sale da Saas-Fee. Dalla stazione si esce sul ghiacciaio e si raggiunge l'Egginrjoch; dopo il sentiero compie una lunga discesa ed un altrettanto lunga risalita per arrivare al rifugio.
In alternativa il rifugio è raggiungibile in due ore da Plattjen; infine si può salire al rifugio partendo direttamente da Saas-Fee.

## Ascensioni
- Alphubel - 4.206 m
- Rimpfischhorn - 4.199 m
- Strahlhorn - 4.190 m
- Allalinhorn - 4.027 m
- Fluchthorn - 3.795 m
- Egginer - 3.367 m

## Traversate
- Täschhütte - 2.701 m - attraverso l'Allalinpass (3.564 m).
- Monte Rosa Hütte - 2.883 m - attraverso l'Adlerpass
- Berghaus Fluhalp - 2.614 m - attraverso l'Adlerpass
- Längfluehütte - 2.869 m